# Best of Jacques Dutronc 3 CD
Pour les articles homonymes, voir Best of.
Albums de Jacques Dutronc
En Vogue
(2004) L'Intégrale des EP Vogue
(2009)
Best of Jacques Dutronc 3 CD est une compilation du chanteur compositeur français Jacques Dutronc parue en 2009.

## Liste des morceaux
| 1.  | Et moi, et moi, et moi                   | 2:53 |
| 2.  | Les Play-Boys                            | 3:07 |
| 3.  | On nous cache tout, on nous dit rien     | 2:33 |
| 4.  | Mini, mini, mini                         | 1:52 |
| 5.  | Les gens sont fous, les temps sont flous | 2:59 |
| 6.  | Les Cactus                               | 2:40 |
| 7.  | L’Aventurier                             | 2:28 |
| 8.  | La Compapade                             | 3:17 |
| 9.  | J'aime les filles                        | 2:58 |
| 10. | J’ai tout lu, tout vu, tout bu           | 1:36 |
| 11. | L’Idole                                  | 2:41 |
| 12. | La Publicité                             | 2:21 |
| 13. | Le Plus Difficile                        | 2:43 |
| 14. | Les Rois de la réforme                   | 2:26 |
| 15. | L’Espace d’une fille                     | 2:44 |
| 16. | Hippie hippie hourrah                    | 3:10 |
| 17. | Le Courrier du cœur                      | 2:08 |
| 18. | Comment elles dorment                    | 3:11 |
| 19. | Fais pas ci fais pas ça                  | 1:40 |
| 20. | La Fille du Père Noël                    | 2:37 |

| 1.  | Il est cinq heures, Paris s’éveille        | 2:54 |
| 2.  | Ça prend, ça n'prend pas                   | 3:21 |
| 3.  | La Métaphore                               | 3:19 |
| 4.  | Le Roi de la fête                          | 3:43 |
| 5.  | A tout berzingue                           | 1:42 |
| 6.  | Amour toujours tendresse caresse           | 2:03 |
| 7.  | Laquelle des deux est la plus snob         | 2:30 |
| 8.  | L’Hôtesse de l’air                         | 3:12 |
| 9.  | Le Responsable                             | 2:31 |
| 10. | Quand c’est usé on le jette                | 2:31 |
| 11. | À la vie, à l’amour                        | 2:30 |
| 12. | Il suffit de leur demander                 | 2:42 |
| 13. | L’âne est au four, le bœuf est cuit        | 4:20 |
| 14. | Le fond de l’air est frais                 | 2:21 |
| 15. | Le Petit Jardin                            | 3:52 |
| 16. | L’Arsène                                   | 2:46 |
| 17. | Le Conte de fées                           | 2:32 |
| 18. | Le Monde à l’envers                        | 3:34 |
| 19. | J’avais la cervelle qui faisait des vagues | 2:41 |
| 20. | L’opportuniste                             | 2:44 |

| 1.  | Elle est si…                       | 2:58 |
| 2.  | L’Homme de paille                  | 2:20 |
| 3.  | Le Dragueur des supermarchés       | 2:15 |
| 4.  | Le Testamour                       | 2:17 |
| 5.  | Gentleman cambrioleur              | 3:08 |
| 6.  | La ballade du bon et des méchants  | 3:24 |
| 7.  | L'Hymne à l'amour (moi l'nœud)     | 3:26 |
| 8.  | Ballade comestible                 | 3:02 |
| 9.  | J’ai déjà donné                    | 3:06 |
| 10. | Merde in France                    | 2:49 |
| 11. | Les gars de la narine              | 3:32 |
| 12. | Corsica                            | 5:14 |
| 13. | Qui se soucie de nous              | 3:15 |
| 14. | Entrez m'sieur dans l’humanité     | 3:17 |
| 15. | L’Âme sœur                         | 4:00 |
| 16. | Opium                              | 3:37 |
| 17. | Madame l’existence                 | 4:01 |
| 18. | Un jour tu verras                  | 3:45 |
| 19. | Tous les goûts sont dans ma nature | 3:21 |
| 20. | Puisque vous partez en voyage      | 3:47 |